# Andżar
Andżar (arab. عنجر, arm. Անճար) – miasto w Libanie położone w dolinie Bekaa. Liczba ludności – ok. 2400. Powierzchnia – ok. 20 km².

## Historia
Miasto założone w VII wieku przez Umajjadów z widocznymi wpływami urbanistyki rzymskiej.

## Zabytki
- pałac Umajjadów z przyległym meczetem;